# Tony Goovaerts
Tony Goovaerts (20 november 1949) is een voormalige Belgische atleet, die gespecialiseerd was in de middellange afstand. Hij nam eenmaal deel aan de Europese kampioenschappen en veroverde twee Belgische titels.

## Biografie
Goovaerts werd in 1969 Belgisch kampioen op de 800 m. Samen met Willy Vandenwijngaerden, René Bervoets en Karel Brems verbeterde hij dat jaar het Belgisch record op de 4 x 400 m en nam hij op hetzelfde nummer deel aan de Europese kampioenschappen in Athene. Hij werd achtste in de finale. In 1977 volgde een tweede titel op de 800 m.

### Clubs
Goovaerts was aangesloten bij Lierse en bij AK Vorselaar.

## Belgische kampioenschappen
| Onderdeel | Jaar       |
| --------- | ---------- |
| 800 m     | 1969, 1977 |

## Persoonlijke records
| Onderdeel | Prestatie | Datum            | Plaats  |
| --------- | --------- | ---------------- | ------- |
| 800 m     | 1.47,0 s  | 16 augustus 1977 | Brussel |

## Palmares

### 800 m
- 1969:  BK AC – 1.52,0 s
- 1977:  BK AC – 1.51,0 s

### 4 x 400 m
- 1969: 8e EK in Athene – 3.10,8